# Acrolepia afghanistanella
Acrolepia afghanistanella är en fjärilsart som beskrevs av Reinhardt Gaedike 1968. Acrolepia afghanistanella ingår i släktet Acrolepia och familjen Acrolepiidae. Inga underarter finns listade i Catalogue of Life.